# Jules Berry
Jules Berry (eigentlich Marie Louis Jules Paufichet; * 9. Februar 1883 in Poitiers; † 20. April 1951 in Paris) war ein französischer Schauspieler.

## Leben

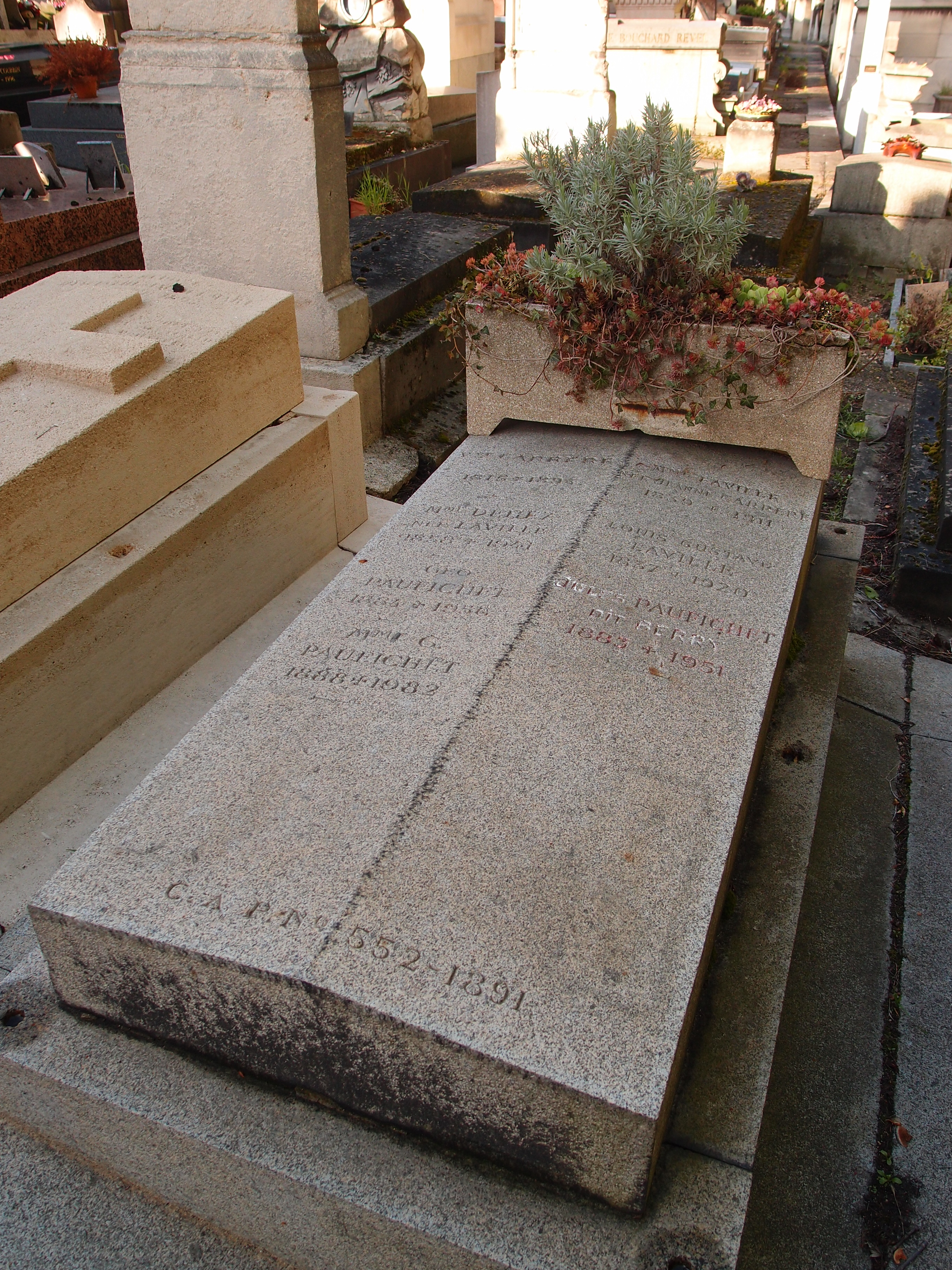
Grab von Jules Berry auf dem Cimetière du Père Lachaise in Paris

Jules Berry entstammte einer Kaufmannsfamilie und studierte Architektur in Paris. 1903 hatte er sein erstes Bühnenengagement am Théâtre Antoine. In Georges Feydeaus Stück La duchesse des Folies-Bergères feierte er 1907 in Lyon Erfolge. Danach war er für einige Jahre in Brüssel am Theater. Währenddessen hatte er 1908 einen ersten kurzen Filmauftritt und 1911 einen weiteren. Zwischen 1914 und 1919 leistete er Militärdienst.
In den 1920er Jahren avancierte Berry zu einem der bekanntesten Komödianten an Pariser Bühnen. Sein Lebemannimage spiegelt sich in Liebesaffären, Spiel- und Wettschulden und Steuerhinterziehung wider. Nach mehr als 15 Jahren übernahm er in Marcel L’Herbiers Das Geld (1928) wieder eine kleine Filmrolle, doch erst Anfang der 1930er Jahre wurde die Filmarbeit seine Haupttätigkeit. Er unterbrach seine Theaterkarriere 1933 und stellte sie 1940 ganz ein.
Mit „einem Raubvogelgesicht, scharf blickenden Augen und schleimigem Lächeln“ war Berry im französischen Film der 1930er und 1940er Jahre vor allem prädestiniert für die Darstellung aalglatter Schurken. Seine Spielweise blieb stark vom Theatralischen geprägt, wobei er in Rollen des Liebhabers und Verführers sein Fach fand. Jean Renoir gelang es bei Das Verbrechen des Herrn Lange (1936), Berry in der Rolle des gerissenen Unternehmers Batala ein subtileres Spiel abzugewinnen. Unter der Regie von Marcel Carné entstanden seine bekanntesten Filme Der Tag bricht an (1939) und Die Nacht mit dem Teufel (1942). Nach zahlreichen zweitklassigen Kriminalfilmen, gelang Berry in André Cerfs Komödie Si jeunesse savait (1947) ein letzter schauspielerischer Höhepunkt.
Berry verstarb im April 1951 und fand seine letzte Ruhestätte auf dem Cimetière du Père Lachaise in Paris.

## Filmografie (Auswahl)
- 1928: Das Geld (L'Argent)
- 1932: Quick (französische Version)
- 1936: Das Verbrechen des Herrn Lange (Le crime de Monsieur Lange)
- 1936: Weiße Fracht für Rio (Cargaison blanche)
- 1938: Carrefour
- 1938: Die Zehnte soll es sein (Symphonie am Genfersee/Accord final)
- 1938: Geheimnis im Hinterhaus (Derrière la façade)
- 1939: Der Tag bricht an (Le jour se lève)
- 1941: Symphonie der Liebe (Symphonie fantastique)
- 1942: Die Nacht mit dem Teufel (Les visiteurs du soir)
- 1945: Drei an einem Tag (Messieurs Ludovic)
- 1946: Chanson der Liebe (Étoile sans lumière)
- 1946: Liebesträume (Rêves d’amour)
- 1947: Si jeunesse savait